# Omolabus corvinus
Omolabus corvinus es una especie de coleóptero de la familia Attelabidae.

## Distribución geográfica
Habita en Estados Unidos, Belice, Colombia,  Costa Rica, Guatemala, El Salvador, Honduras,  México, Nicaragua y Panamá.